# Protovestiario
Il protovestiario era una figura politica di secondo piano nell'Impero romano d'Oriente. La prima attestazione di questo officium risale al 412, sotto la denominazione latina di comes sacrae vestis, un sottoposto del praepositus sacri cubiculi; era alle dipendenze del Praepositus sacri cubiculi e aveva alle proprie dipendenze diversi funzionari.
Solitamente era un lontano parente dell'imperatore bizantino che godeva dell'investitura di questa carica minore in cambio di mansioni quali occuparsi del vestiario di quest'ultimo soprattutto in momenti attinenti all'attività bellica. Poteva all'occorrenza occuparsi di gestire le risorse dell'imperatore o del controllo dei cortigiani. Sotto Giustiniano I (527-565) venne anche detto kouropalates, cioè ufficiale degli affari economici.

## Protovestiari ricordati
- Costantino Licude, poi divenne patriarca di Costantinopoli (1059-1063).
- Andronico Ducas, fino al 1077.
- Alessio V Ducas, poi imperatore bizantino nel 1204.
- Giovanni III Vatatze, poi imperatore di Nicea dal 1222 al 1254.
- Giorgio Muzalon, fino al 1258.
- Michele Tarcaniota, nipote dell'imperatore bizantino Michele VIII Paleologo (1259-1261).
- Livadario, verso la fine del XIII secolo.
- Alessio Raulo.
- Giorgio Sfranze.